# Байсогала
Байсогала (лит. Baisogala) — город Радвилишкского района Шяуляйского уезда Литвы. Центр староства.
Расположен в 14 км к югу от г. Шедува. Рядом берёт начало река Дотнувеле.
Население в 2011 году составляло 2 034 жителя.

## Демография
| Динамика населения Байсогалы | Динамика населения Байсогалы | Динамика населения Байсогалы | Динамика населения Байсогалы | Динамика населения Байсогалы | Динамика населения Байсогалы | Динамика населения Байсогалы | Динамика населения Байсогалы | Динамика населения Байсогалы | Динамика населения Байсогалы | Динамика населения Байсогалы | Динамика населения Байсогалы | Динамика населения Байсогалы | Динамика населения Байсогалы |
| Год                          | 1841                         | 1858                         | 1891                         | 1897                         | 1923                         | 1959                         | 1970                         | 1974                         | 1979                         | 1984                         | 1989                         | 2001                         |                              |
| ---------------------------- | ---------------------------- | ---------------------------- | ---------------------------- | ---------------------------- | ---------------------------- | ---------------------------- | ---------------------------- | ---------------------------- | ---------------------------- | ---------------------------- | ---------------------------- | ---------------------------- | ---------------------------- |
| жителей                      | 454                          | 2 453                        | 3 000                        | 1 205                        | 1 793                        | 1 885                        | 2 219                        | 2 156                        | 2 288                        | 2 357                        | 2 795                        | 2 548                        |                              |

## История
Впервые упоминается до XVI века. В 1539 году король Сигизмунд I Старый создал здесь приход. С XVII века городок принадлежал роду Радзивиллов. В 1791 получил Магдебургское право. С 1830 принадлежал семейству Йозефа Комара, полковника Наполеоновской армии. Потомки Комара владели Байсогалой до 1940, когда была выселена советскими властями в Казахстан.

## Достопримечательности
- Дворец 1830 года (арх. Томаш Тышецкий) (ныне Институт ветеринарных наук Литовского университета здравоохранения (Institute of Animal Science of Lithuanian University of Health Sciences)

## Персоналии
- Бложе, Витаутас Пятрас — литовский поэт, автор песен, переводчик.
- Ляудис, Казимерас Францевич — государственный и партийный деятель СССР и Литовской ССР, генерал-майор. Герой Социалистического Труда (1976).
- Нюнка, Владас Юозович — советский литовский государственный и партийный деятель, идеолог, учёный, философ, религиовед, академик Академии наук Литовской ССР.

В Байсогале проводится Национальная выставка литовских гончих.